# Érik Truffaz
Érik Truffaz, nasceu em 1960, na Suíça. É um trompetista de jazz contemporâneo, que mistura em suas composições elementos do rock, hip hop, indie e pop. Também é reconhecido pelo seu domínio no instrumento e alta capacidade criativa de composição e improviso. Em 1996, assinou contrato com a EMI francesa. Posteriormente, excursionou internacionalmente, com sucesso, com a turnê de seu terceiro CD, The Dawn (1998) – o segundo pelo selo Blue Note Records. Seu terceiro álbum foi produzido em parceria com músicos renomados, como Pat Muller, Marcello Giuliani e Mark Erbetta. Desde então, produziu diversos CDs para o selo, e seu último, Arkhangelsk, é uma original mistura de pop francês e jazz-groove.

## Discografia
- Arkhangelsk (2007)
- Face-à-Face (2CD Live + DVD) (2006)
- Saloua (2005)
- The Walk Of The Giant Turtle. Edición limitada (2003)
- The Walk Of The Giant Turtle (2003)
- Magrouni (2002)
- Revisité (2001)
- Mantis (2001)
- The Mask (2000)
- Bending New Corners (1999)
- The Dawn (1998)
- Out Of A Dream (1997)
- Nina Valéria (1994)